# Cabezo Beaza
El Cabezo Beaza son los restos de un volcán extinguido del municipio de Cartagena, en la Región de Murcia, España. Se encuentra situado dentro del polígono industrial Cabezo Beaza de esta ciudad.

## Aspecto
Es un volcán con casi un cono perfecto, en realidad y propiamente, un cabezo. Hay una parte derrumbada.

## Vulcanismo
Es un afloramiento volcánico de tipo calcoalcalino-potásico. El volcán surgió durante el primero de los dos episodios volcánicos del Campo de Cartagena, durante el Mioceno, hace unos 8-6 millones de años.[cita requerida]

## Vegetación

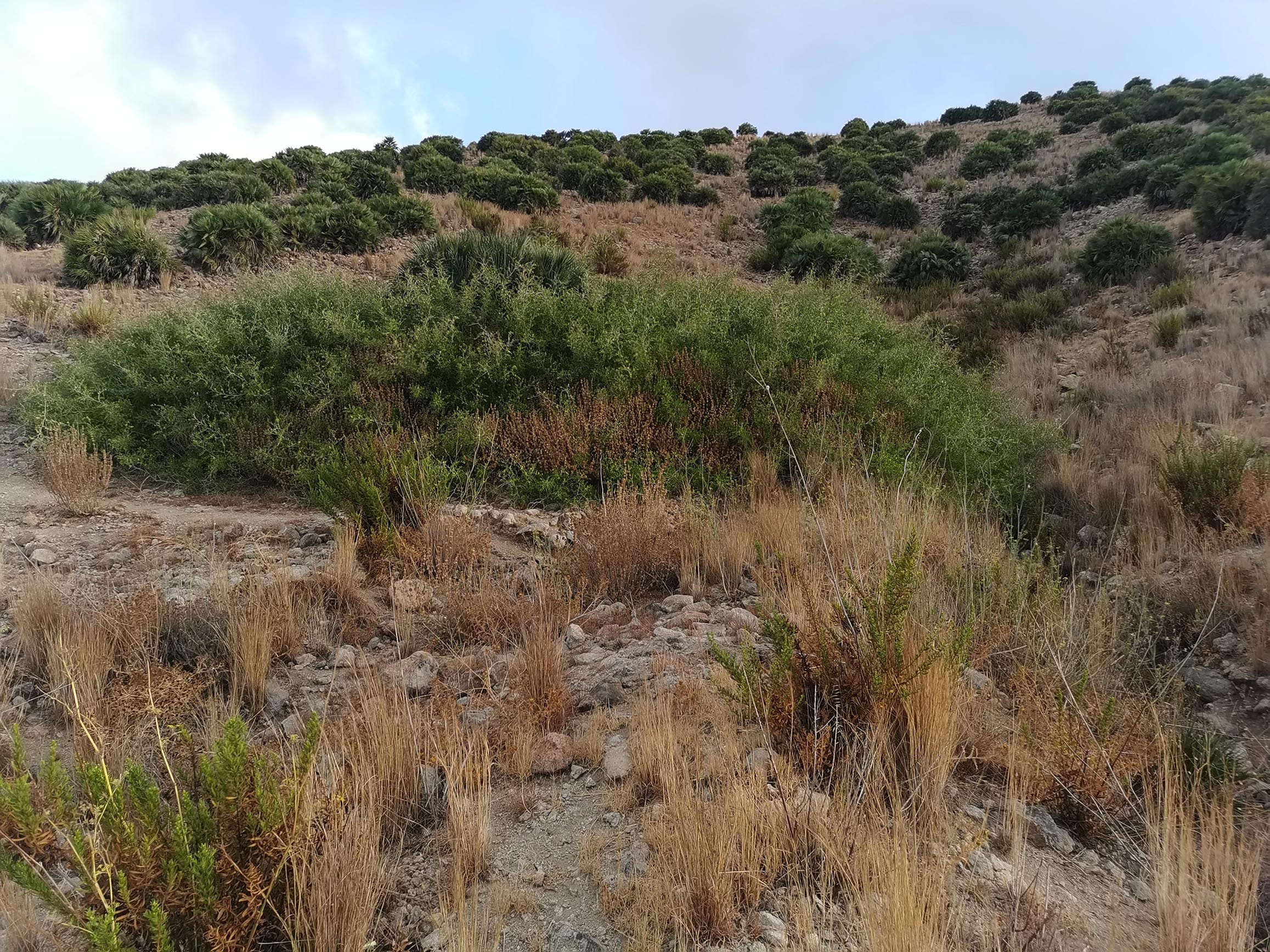
Gran ejemplar de azufaifo (Ziziphus lotus)

El cabezo se encuentra fundamentalmente cubierto por una gran arbusteda de palmitos (Chamaerops humilis). Es posible encontrar algunas plantas protegidas, como un enorme ejemplar de azufaifo (Ziziphus lotus)

## Arqueología
El volcán fue utilizado como cantera de andesita con la que se construyeron numerosos edificios de la Cartagena romana como el anfiteatro, la Torre Ciega o la Casa de la Fortuna.

## Alrededores
El volcán se encuentra situado dentro del polígono industrial Cabezo Beaza. 
En sus laderas, hay un gran palmitar y hacia la cumbre ascienden muchos caminos, lo que hace la subida más fácil.

## Peligros ambientales
Entre los peligros ambientales más presentes son:
- En la cima, hay una cantera.
- El propio polígono industrial.
- Sobrepastoreo.[cita requerida]